# Frank Sullivan
Pour les articles homonymes, voir Sullivan.
Frank Sullivan est un monteur, directeur de la photographie et scénariste américain, né le 7 février 1896 à Saint Paul (Minnesota), mort le 30 septembre 1972 à Los Angeles (Californie).

## Biographie
Comme monteur, à partir de 1925, Frank Sullivan collabore à quatre-vingt-neuf films américains. Le troisième est le mélodrame muet Le Torrent de Monta Bell (1926, avec Ricardo Cortez et Greta Garbo). Le dernier est le western Terreur au Texas de Joseph H. Lewis, avec Sterling Hayden et Sebastien Cabot, sorti en 1958.
Dans l'intervalle, il contribue notamment à Trois Camarades de Frank Borzage (1938, avec Robert Taylor et Margaret Sullavan), Indiscrétions de George Cukor (1940, avec Cary Grant, Katharine Hepburn et James Stewart), La Femme de l'année de George Stevens (1942, avec Katharine Hepburn et Spencer Tracy), ou encore Jeanne d'Arc de Victor Fleming (1948, avec Ingrid Bergman dans le rôle-titre). Ce dernier lui vaut en 1949 une nomination à l'Oscar du meilleur montage.
Toujours au cinéma, il est occasionnellement directeur de la photographie (quatre courts métrages muets d'Harold Beaudine, en 1926 et 1928) et scénariste (un film muet en 1923, puis Ziegfeld Follies de Vincente Minnelli et autres, en 1946).
À la télévision, entre 1955 et 1962, Frank Sullivan est monteur sur quatorze séries, dont Au nom de la loi (six épisodes, 1959-1961) et L'Homme à la carabine (vingt épisodes, 1959-1962).
Il est le frère du scénariste C. Gardner Sullivan (1884-1965).

## Filmographie partielle

### Comme monteur (partielle)

#### Au cinéma
- 1925 : Daddy's Gone A-Hunting de Frank Borzage
- 1925 : La Sorcière (The Mystic) de Tod Browning
- 1926 : Le Torrent (Torrent) de Monta Bell
- 1926 : En scène (Upstage) de Monta Bell
- 1927 : Slide, Kelly, Slide d'Edward Sedgwick
- 1927 : L'Irrésistible (West Point) de Edward Sedgwick
- 1928 : Detectives de Chester M. Franklin
- 1929 : Le Figurant (Spite Marriage) d'Edward Sedgwick et Buster Keaton
- 1929 : So This Is College de Sam Wood
- 1930 : Le Club des trois (The Unholy Three) de Jack Conway
- 1930 : Way for a Sailor de Sam Wood
- 1930 : Mademoiselle, écoutez-moi donc ! (The Girl Said No)
- 1931 : Mata Hari de George Fitzmaurice
- 1931 : C'est mon gigolo (Just a Gigolo) de Jack Conway
- 1931 : Quand on est belle de Jack Conway
- 1932 : Shanghaï Express (Shanghai Express) de Josef von Sternberg
- 1932 : Payment Deferred de Lothar Mendes
- 1932 : Ici New York (Are You Listening?) de Harry Beaumont
- 1933 : Dans tes bras (Hold Your Man) de Sam Wood
- 1933 : Le Roi de la bière (What ! No Beer ?) d'Edward Sedgwick
- 1934 : Les Hommes en blanc (Men in White) de Richard Boleslawski
- 1934 : L'Agent n° 13 (Operator 13) de Richard Boleslawski
- 1935 : Les Hommes traqués (Public Hero n°1), de J. Walter Ruben
- 1935 : Tempête au cirque (O'Shaughnessy's Boy), de Richard Boleslawski
- 1936 : Loufoque et Cie (Love on the Run) de W. S. Van Dyke
- 1936 : La Loi du plus fort (Riffraff) de J. Walter Ruben
- 1936 : Furie (Fury) de Fritz Lang
- 1936 : Le Fils du désert (Three Godfathers) de Richard Boleslawski
- 1937 : Mariage double (Double Wedding) de Richard Thorpe
- 1937 : Un vieux gredin (The Good Old Soak) de J. Walter Ruben
- 1937 : La Fin de Mme Cheyney (The Last of Mrs. Cheyney) de Richard Boleslawski
- 1938 : Trois Camarades (Three Comrades) de Frank Borzage
- 1938 : Un envoyé très spécial (Too Hot to Handle) de Jack Conway
- 1939 : Tarzan trouve un fils (Tarzan Finds a Son !) de Richard Thorpe
- 1939 : Place au rythme (Babes in Arms) de Busby Berkeley
- 1939 : Trafic d'hommes (Stand Up and Fight) de W. S. Van Dyke
- 1940 : Indiscrétions (The Philadelphia Story) de George Cukor
- 1940 : Le Gangster de Chicago (The Earl of Chicago) de Richard Thorpe et Victor Saville
- 1940 : Sporting Blood de S. Sylvan Simon
- 1941 : Souvenirs (H.M. Pulham, Esq.) de King Vidor
- 1941 : Chagrins d'amour (Smilin' Through) de Frank Borzage
- 1941 : Il était une fois (A Woman's Face) de George Cukor
- 1941 : The Wild Man of Borneo de Robert B. Sinclair
- 1942 : La Femme de l'année (Woman of the Year) de George Stevens
- 1942 : Mokey de Wells Root
- 1943 : Un nommé Joe (A Guy Named Joe) de Victor Fleming
- 1943 : Laurel et Hardy chefs d'îlot (Air Raid Wardens) d'Edward Sedgwick
- 1944 : Trente Secondes sur Tokyo (Thirty Seconds Over Tokyo) de Mervyn LeRoy
- 1945 : L'Aventure (Adventure) de Victor Fleming
- 1945 : Sans amour (Without Love) d'Harold S. Bucquet
- 1947 : Marchands d'illusions (The Hucksters) de Jack Conway
- 1949 : Le passé se venge (The Crooked Way) de Robert Florey
- 1950 : Les Rois de la piste (The Fireball) de Tay Garnett
- 1951 : Teresa de Fred Zinnemann
- 1952 : Mutinerie à bord (Mutiny) d'Edward Dmytryk
- 1952 : Tarzan défenseur de la jungle (Tarzan's Savage Fury) de Cy Endfield
- 1954 : A Life at Stake de Paul Guilfoyle
- 1956 : The Go-Getter de Leslie Goodwins et Leigh Jason
- 1957 : The Undead de Roger Corman
- 1957 : My Gun is Quick de Victor Saville et George White
- 1958 : Confessions d'un tueur (Showdown at Boothill) de Gene Fowler Jr.
- 1958 : J'enterre les vivants (I Bury the Living) d'Albert Band
- 1958 : Terreur au Texas (Terror in a Texas Town) de Joseph H. Lewis

#### À la télévision (séries)
- 1958 : Première série Mike Hammer (Mickey Spillane's Mike Hammer), saison 1, épisode 17 Play Belles' Toll de Boris Sagal
- 1959-1961 : Au nom de la loi (Wanted : Dead or Alive), saisons 1 à 3, six épisodes
- 1959-1962 : L'Homme à la carabine (The Rifleman), saisons 1 à 4, vingt épisodes

### Comme directeur de la photographie (intégrale)
(courts métrages d'Harold Beaudine)
- 1926 : Broken China
- 1926 : Beauty à la Mud
- 1926 : Dodging Trouble
- 1928 : Goofy Ghosts

### Comme scénariste (intégrale)
- 1923 : Other Men's Daughters de Ben F. Wilson
- 1945 : Ziegfeld Follies de Vincente Minnelli et autres

## Récompenses et distinctions
- Nomination à l'Oscar du meilleur montage en 1949, pour Jeanne d'Arc.